# 黄金の男
『黄金の男』（Echappement Libre）は1964年のフランスの映画。クレト・コロネルの小説を映画化した作品。出演はジャン＝ポール・ベルモンドなど。

## キャスト
※括弧内は日本語吹替（初回放送1969年8月24日『日曜洋画劇場』）
- デビッド：ジャン＝ポール・ベルモンド（前田昌明）
- オルガ：ジーン・セバーグ（真山知子）
- フェールマン：ゲルト・フレーベ（大木民夫）
- マリオ：エンリコ・マリア・サレールノ
- ヴァン：ジャン＝ピエール・マリエール

## スタッフ
- 監督：ジャン・ベッケル
- 原作：クレト・コロネル
- 脚本：モーリス・ファーブル、ジャン・ベッケル、ディディエ・グーラル
- 撮影：エドモン・セシャン
- 音楽：グレゴリオ・ガルシア・セグラ、マーシャル・ソラール